# Union (Oregón)
Union es una ciudad ubicada en el condado de Union en el estado estadounidense de Oregón. En el año 2000 tenía una población de 1 926 habitantes y una densidad poblacional de 298 personas por km².

## Geografía
Union se encuentra ubicada en las coordenadas 45°12′36″N 117°51′53″O / 45.21000, -117.86472.

## Demografía
Según la Oficina del Censo en 2000 los ingresos medios por hogar en la localidad eran de $28 529 y los ingresos medios por familia eran $34 286. Los hombres tenían unos ingresos medios de $32 148 frente a los $16 776 para las mujeres. La renta per cápita para la localidad era de $14 406. Alrededor del 13% de la población estaban por debajo del umbral de pobreza.